# Le Prédateur
Pour les articles homonymes, voir Prédateur (homonymie).
Pour plus de détails, voir Fiche technique et Distribution.
Le Prédateur (El cazador, littéralement « Le Chasseur ») est un film dramatique argentin écrit, réalisé et monté par Marco Berger, sorti en 2020.

## Synopsis
Ezequiel (Juan Pablo Cestaro), adolescent de quinze ans, fan de skateboard, et se sentant attiré par les garçons, demeure seul à la maison à Buenos Aires pendant que ses parents sont partis en voyage pour un mois. Il est sous la surveillance d'une tante qui vient trois fois par semaine. Il rencontre un autre skateboarder de vingt-et-un ans, El Mono (Lautaro Rodríguez), qui est tatoué et dont il devient l'ami et avec qui il explore sa sexualité ; celui-ci l'emmène en week-end dans la maison de campagne de son grand cousin trentenaire, surnommé El Chino (Juan Barberini). Après cette rencontre, Mono disparaît et bloque Ezequiel de ses réseaux sociaux, mais celui-ci reçoit une vidéo à caractère sexuel de lui et Mono sur whatsapp qui va bouleverser le cours des choses, le plongeant dans un monde de mensonge et de chantage.

## Distribution
- Juan Pablo Cestaro : Ezequiel
- Lautaro Rodríguez : El Mono
- Patricio Rodríguez : Juan Ignacio
- Juan Barberini : El Chino, le prétendu cousin d'El Mono
- Luis Margani : le grand-père de Juan Ignacio
- Antonia De Michelis : la grand-mère de Juan Ignacio
- Tomás Agüero : Cutu
- Cecilia Cósero : la mère d'Ezequiel
- Luciano Suardi : le père d'Ezequiel
- Malena Irusta : la sœur d'Ezequiel

## Fiche technique
Sauf indication contraire, les informations mentionnées dans cette section peuvent être confirmées par la base de données cinématographiques IMDb,  présente dans la section « Liens externes ».
- Titre original : El cazador
- Titre français : Le Prédateur
- Réalisation et scénario : Marco Berger
- Musique : Pedro Irusta
- Décors : Natalia Krieger
- Costumes : Marisa Spinelli
- Photographie : Mariano De Rosa
- Montage : Marco Berger
- Production : Daniel Chocrón

Production déléguée : Alberto Masliah et Lucas Santa Ana
- Sociétés de production : Sombracine Producciones ; Instituto Nacional de Cine y Artes Audiovisuales (soutien)
- Société de distribution : (Argentine)[Laquelle ?] ; Optimale (France)
- Pays d'origine :  Argentine
- Langue originale : espagnol
- Format : couleur
- Genre : drame
- Durée : 101 minutes
- Dates de sortie :
  - Pays-Bas : 23 janvier 2020 (Festival international du film de Rotterdam)
  - Argentine : prochainement
  - France : prochainement

## Accueil
Le film est sélectionné et présenté en avant-première mondiale au festival international du film de Rotterdam, le 23 janvier 2020.